# غارفيلد بارويك
غارفيلد بارويك هو قاضي ودبلوماسي وسياسي أسترالي، ولد في 22 يونيو 1903 في سيدني في أستراليا، وتوفي بنفس المكان في 13 يوليو 1997. نشط حزبياً في الحزب الليبرالي الأسترالي.

## مناصب
- انتخب عضو المجلس الخاص بالمملكة المتحدة  [لغات أخرى]‏.
- انتخب وزير الخارجية [الإنجليزية]‏.
- انتخب عضو مجلس النواب الأسترالي ‏ عن دائرة Division of Parramatta [الإنجليزية]‏ (8 مارس 1958 – 24 أبريل 1964).
- انتخب المدعي العالم لأستراليا [الإنجليزية]‏.
- انتخب قاضي قضاة أستراليا [الإنجليزية]‏ (27 أبريل 1964 – 11 فبراير 1981).

## وصلات خارجية
- غارفيلد بارويك على موقع مونزينجر (الألمانية)